# Handaoia rufovaria
Handaoia rufovaria är en stekelart som beskrevs av André Seyrig 1952. Handaoia rufovaria ingår i släktet Handaoia och familjen brokparasitsteklar. Inga underarter finns listade i Catalogue of Life.